# Bondo (Bregaglia)
Bondo (toponimo italiano; in romancio Buond , in tedesco Bundth, desueti) è una frazione di 204 abitanti del comune svizzero di Bregaglia, nella regione Maloja (Canton Grigioni).

## Geografia fisica
Bondo è situato in Val Bregaglia, sulla sponda sinistra della Maira; dista 14 km da Chiavenna, 36 km da Sankt Moritz e 101 km da Coira. Il punto più elevato del territorio è la cima del Pizzo Cengalo (3 370 m s.l.m.), sul confine con Val Masino; nel territorio di Bondo si trova anche un'altra vetta importante, il Pizzo Badile.

## Storia
Già comune autonomo che si estendeva per 28,28 km² e che comprendeva anche le frazioni di Castelmur e Promontogno, il 1º gennaio 2010 è stato accorpato agli altri comuni soppressi di Castasegna, Soglio, Stampa e Vicosoprano per formare il nuovo comune di Bregaglia.
Il 23 agosto 2017 un'imponente frana staccatasi dal Pizzo Cengalo ha travolto il paese con 3 milioni di metri cubi di materia rocciosa, causando la morte di otto persone e ingenti danni, seguita da altri scoscendimenti il 25 e il 31 agosto che hanno obbligato gli abitanti anche delle frazioni vicine a cercare riparo altrove; sono state avviate indagini su un possibile mancato allarme, nonostante la messa in guardia da parte di un geologo cantonale, e i lavori di ripristino dell'area sono iniziati nel 2021.

## Monumenti e luoghi d'interesse

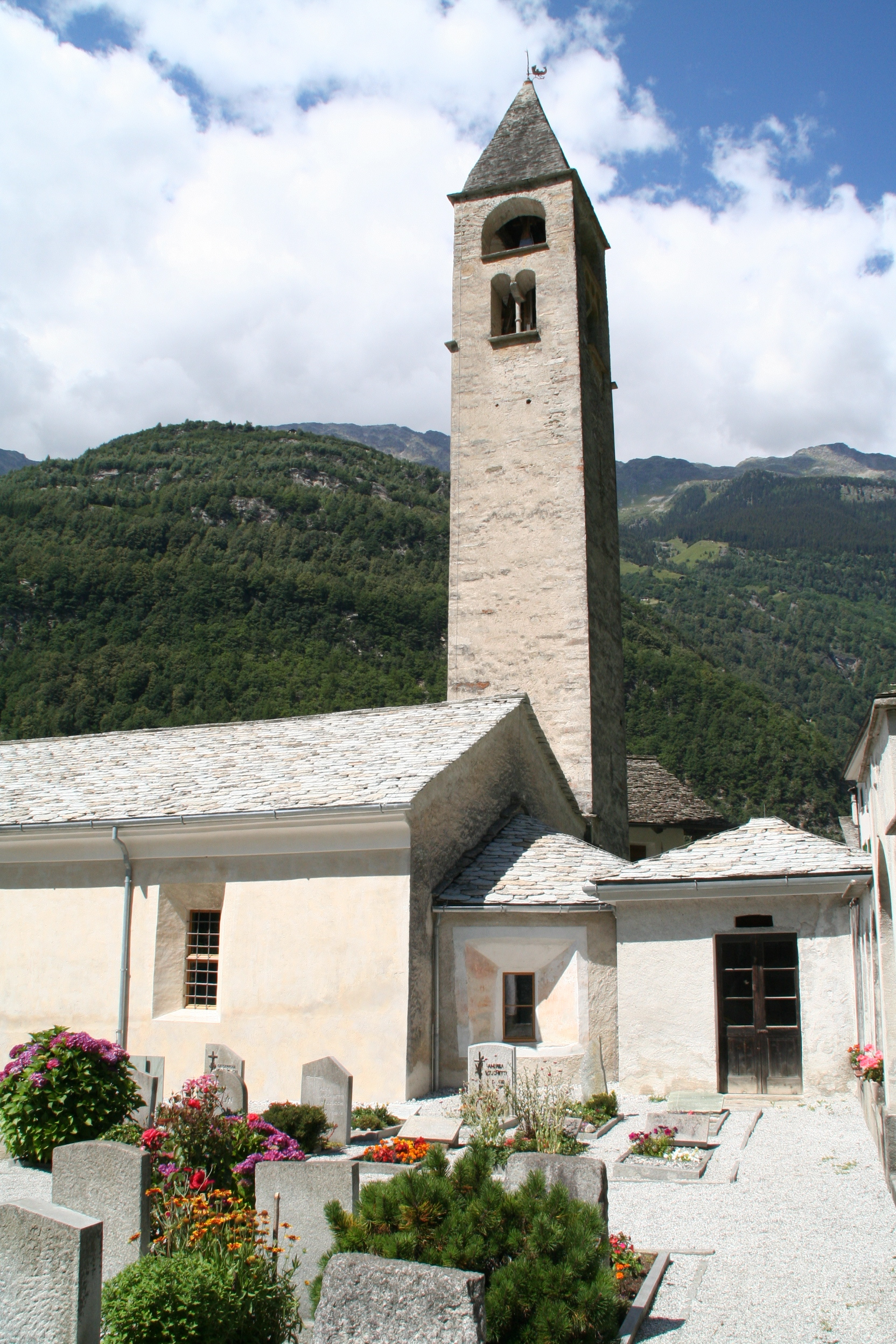
La chiesa riformata

- Chiesa riformata di San Martino di Tours, eretta nel 1250[1];
- Palazzo Scartazzini, eretto nel 1690[1];
- Palazzo Scartazzini am Platz (già Cortini), eretto nel 1763[1];
- Palazzo Salis, eretto nel 1765-1774[1].

## Società

### Evoluzione demografica
L'evoluzione demografica è riportata nella seguente tabella:
Abitanti censiti

### Lingue e dialetti
La lingua prevalente è l'italiano; il dialetto locale è il bregagliotto (bargaiot), un dialetto lombardo alpino molto influenzato lessicalmente dal romancio.

## Infrastrutture e trasporti
Le stazioni ferroviarie più vicine sono quelle di Chiavenna, in Italia, e di Sankt Moritz.